# Foudgum
Foudgum (Friese uitspraak: [’fɔ.ṷtxm]) is een dorp in de gemeente Noardeast-Fryslân, in de Nederlandse provincie Friesland. Foudgum ligt ten noordwesten van Dokkum, tussen Bornwird en Brantgum. Het dorp ligt aan de N356. Door de ligging werkt het zowel samen met Raard en Bornwird als Brantgum en Waaxens. In 2023 telde het dorp Foudgum 75 inwoners.

## Geschiedenis
De plaats werd mogelijk in de 9e eeuw vermeld als Foldenheim. Maar helemaal zeker is het niet dat daarmee deze plaats werd bedoeld. In de 15e eeuw werd de plaats in ieder geval vermeld als Foldeghum, Foudtgum, Fouldeghem, Foldegum, Foldgum, Foedegum, Foltkum en in 1505 als Foudghum. De naam is afgeleid van de persoonsnaam Foldo of Folda of de geslachtsnaam Foldinga. Het dorp is ontstaan op een terp, die waarschijnlijk al voor de christelijke jaartelling werd opgeworpen.
Na het opwerpen van terpen op kwelderwallen, zoals de lijn Hijum-Ferwerd-Ternaard, werden terpen opgeworpen in het lagere gebied erachter. Hier is de lijn Foudgum-Brantgum-Waaxens een voorbeeld van. Vanwege het lagere gebied was de aanwezige landbouwgrond drassig, minder vruchtdragend en dus meer geschikt als grasland. Door deze lage situatie hebben de Allerheiligenvloed van 1570 en de Kerstvloed van 1717 veel schade aangericht in Foudgum.
In de 2e en 3e na Christus werd het dorp mogelijk verlaten door een stijgende zeespiegel, om in de 6e of 7e eeuw opnieuw bevolkt te worden nadat die weer was gedaald. De getijdenwerking van de zee zorgde voor een afzetting van knipklei op de aanwezige veengronden. Tot in de Middeleeuwen werd dit zout geworden veen afgegraven en verbrand om het zout te winnen. Dit gebeurde op grote schaal in de Foudgumer Kolken, ten zuidoosten van het dorp.
Foudgum was lange tijd een voorbeeld van een terp met een regelmatige ringweg en vier gelijk verdeelde toegangswegen van de ringweg naar de kerk in het midden. Deze structuur werd verbroken met de verbetering van de weg van Dokkum naar Holwerd in de jaren 60 van de 20e eeuw. Ten oosten van het dorp ligt de Foudgumervaart, die Brantgum verbindt met de Dokkumer Ee. Deze vaart werd vroeger gebruikt voor kleine scheepvaart.
De terp was begin 19e eeuw nauwelijks meer bewoond. Dit maakte dat de terp in 1896 voor een groot deel afgegraven kon worden. Later is het afgegraven deel van de terp gedeeltelijk weer aangevuld. In 1975 werd de terp aangewezen als rijksmonument.
Tot 1984 behoorde Foudgum tot gemeente Westdongeradeel. Van 1984 tot 2019 lag het dorp in de gemeente Dongeradeel, waarna die opging in de nieuwe gemeente Noardeast-Fryslân.

## Stinstra State
De stins Stenstera State stond aan de zuidkant van de terp en werd voor het eerste schriftelijk genoemd in 1543. De state stond eerst op de terp, maar een nieuwere state werd net naast de terp gebouwd, omdat door de aanleg van dijken het mogelijk werd om naast de terp te gaan wonen. De stamvader van het geslacht Stenstera zou ene Tzalling geweest zijn. De Stenstera's vormden een vooraanstaande familie binnen Dongeradeel. Zo was Jeppe Stenstera in 1449 grietman van Dongeradeel.
De stins kwam via een huwelijk in het bezit van de familie Van Burmania, die het gebouw in 1640 verkocht. Vanaf 1753 woonde ene Thomas Jans op Stenstera, toen reeds een boerderij. Zijn zoon Jan Thomas Stienstra noemde zich naar de boerderij. Een andere zoon van Thomas Jans, Gosse Thomas, zou zich Hiemstra gaan noemen en aan de noordkant van de terp gaan wonen op de gelijknamige boerderij Hiemstra.

## François Haverschmidt

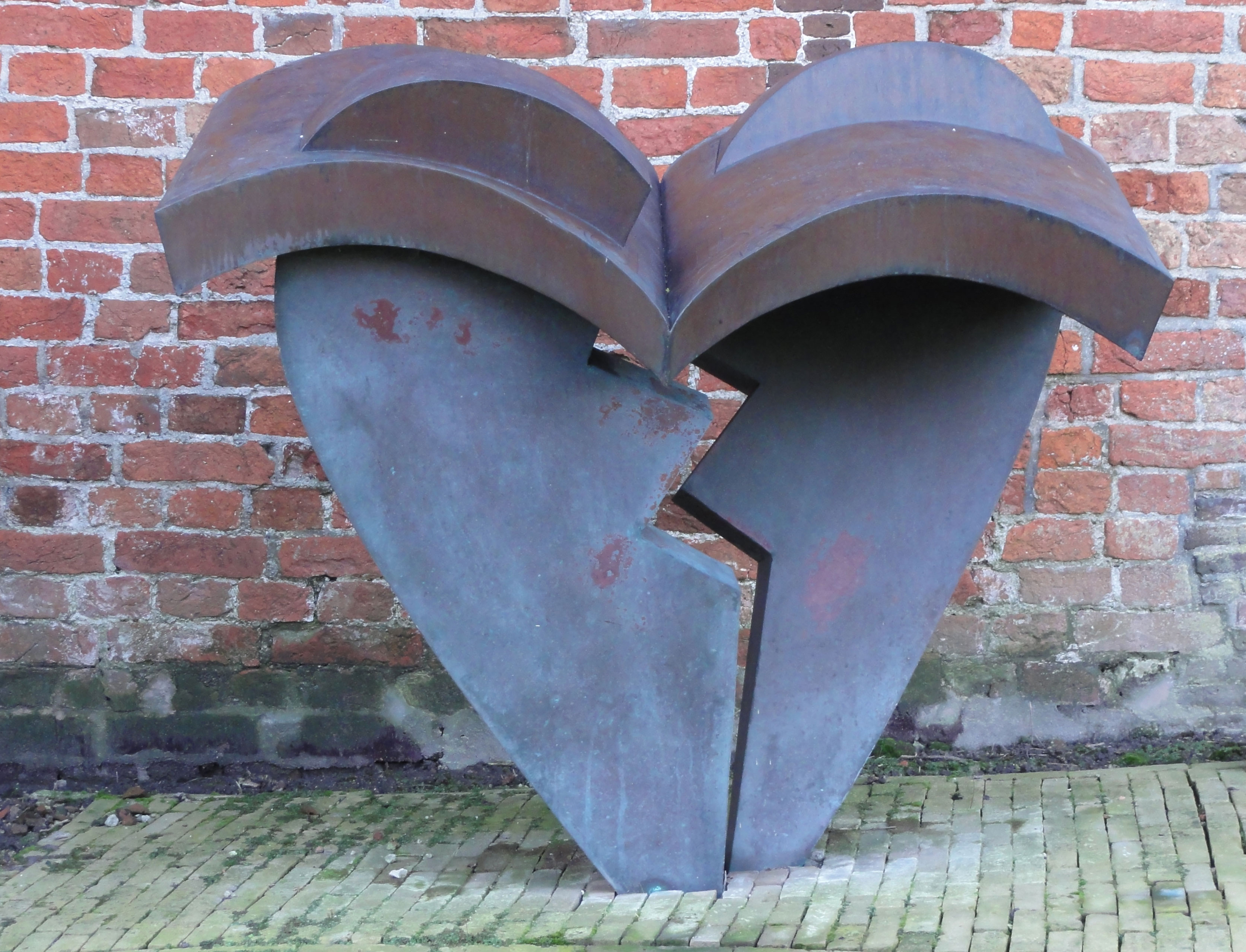
Monument uit 1994 naast de kerktoren van Foudgum ter nagedachtenis aan François HaverSchmidt (2010)

Het dorp heeft enige faam door de predikant en dichter François Haverschmidt, beter bekend onder zijn pseudoniem Piet Paaltjens. Foudgum en Raard vormden de eerste kerkelijke gemeente waarin hij werd beroepen.
Haverschmidt werd in 1835 geboren in Leeuwarden. Na zijn studie in Leiden werd HaverSchmidt in 1859 predikant in Foudgum. Eind 1862 vertrok hij naar Den Helder. Gedurende zijn tijd in Foudgum had Haverschmidt veel contact met de predikant van Brantgum en Waaxens en de baron van Harinxma thoe Slooten in Holwerd.
Hij beschreef zijn tijd in Foudgum als een verdrietige en eenzame tijd. Al sprak hij twintig jaar later in 1880 in een rede over zijn eerste gemeente positiever over Foudgum: Nu, dit is mogelijk wel het wonderlijkste, dat ik, ondanks alles wat mij toen ontbrak en kwelde, nog wel eens met een zeker heimwee kan terugverlangen, althans naar sommige uren die ik er sleet en gezichten die ik er zag. Haverschmidt had te kampen met depressies en overspannenheid.
In 1891 overleed zijn vrouw onverwachts en stortte hij geheel in, waarna hij naar een instelling in Laag-Soeren ging. Hoewel hij in 1892 nog naar Foudgum afreisde, verbeterde zijn toestand niet. In 1894 zou Haverschmidt een einde aan zijn leven maken.
Ter nagedachtenis aan Haverschmidt werd in 1994, een eeuw na zijn overlijden, een monument onthuld naast de kerktoren van Foudgum. Na zijn vertrek uit Foudgum verliet ook zijn dienstmeid Nynke het dorp en ging zij werken voor dominee Bokma de Boer in Nes, de vader van schrijfster Sjoukje Bokma de Boer. Haar pseudoniem Nienke van Hichtum zal een eerbetoon geweest zijn aan de dienstmeid van haar ouders.

## Kerk

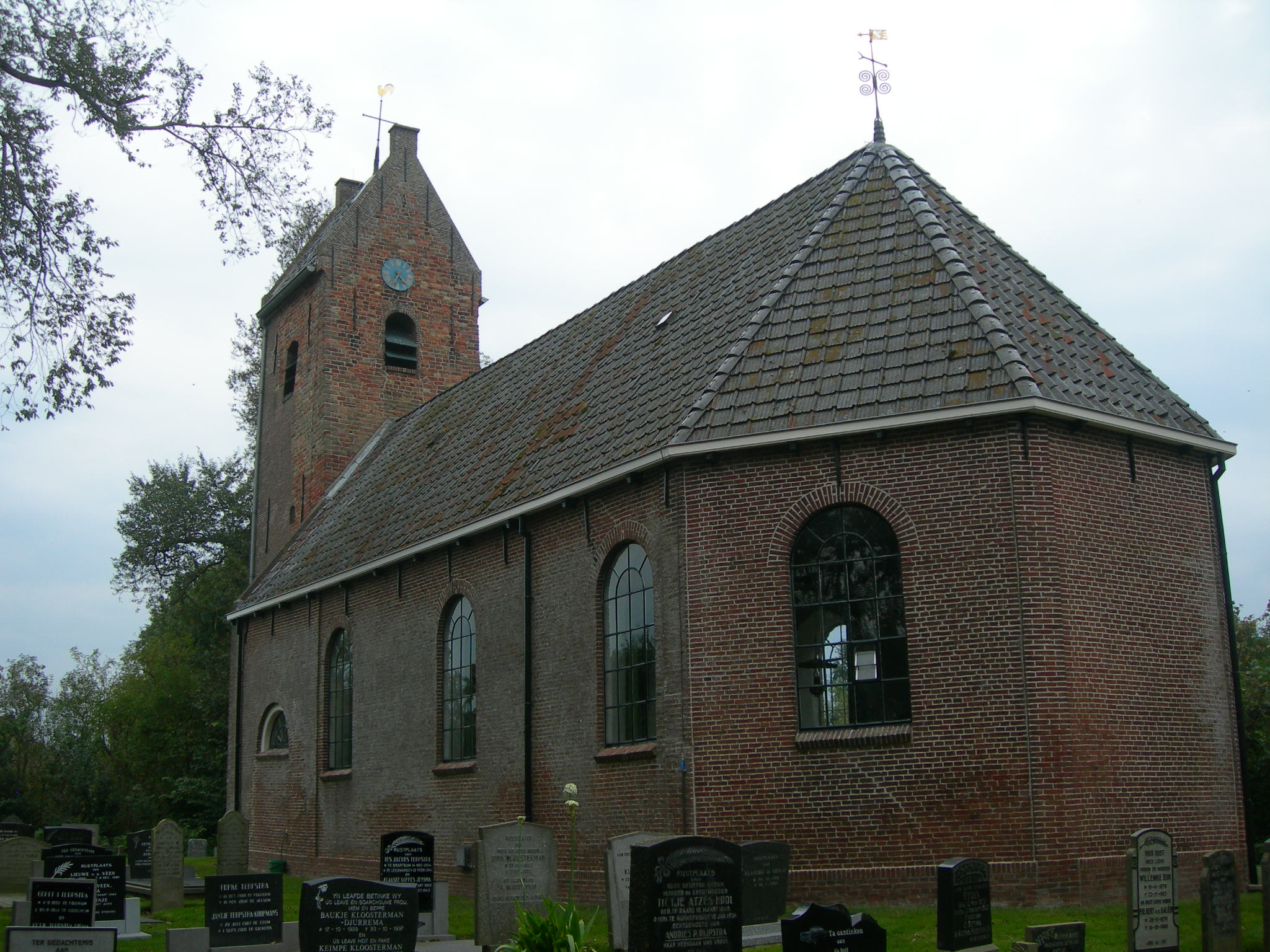
De Mariakerk van Foudgum uit 1808 met toren uit omstreeks 1200 (2010)

De kerk van Foudgum, een rijksmonument, werd omstreeks 1200 gebouwd op de bijna zes meter hoge kruin van de terp. Oorspronkelijk was de kerk gewijd aan Maria. De toren maakte deel uit van een gereduceerd westwerk, waarvan de aanzetten nog deels in het muurwerk van de toren te zien zijn. Verzakking van de toren maakte herstel noodzakelijk en dit geschiedde blijkens de muurankers in 1753.
Het kerkgebouw verkeerde begin 19e eeuw in een dusdanig slechte staat, dat in 1808 begonnen werd met de bouw van een nieuwe kerk. De toren bleef echter behouden. De kerk had in eerste instantie geen orgel, maar wel een oksaal. In 1924 werd een orgel geplaatst door de firma Bakker & Timmenga. Dit oorspronkelijk 18e-eeuws orgel is via de doopsgezinde kerk van Enkhuizen en de vrije evangelische kerk van Leeuwarden uiteindelijk in Foudgum terechtgekomen.
Sinds 2007 is de kerk eigendom van de stichting Stichting Alde Fryske Tsjerken. De kerk fungeert als historisch centrum van Foudgum. De PKN-gemeente van Foudgum, Raard en Bornwird gebruikt het kerkgebouw voor diens kerkdiensten.

## Pastorie

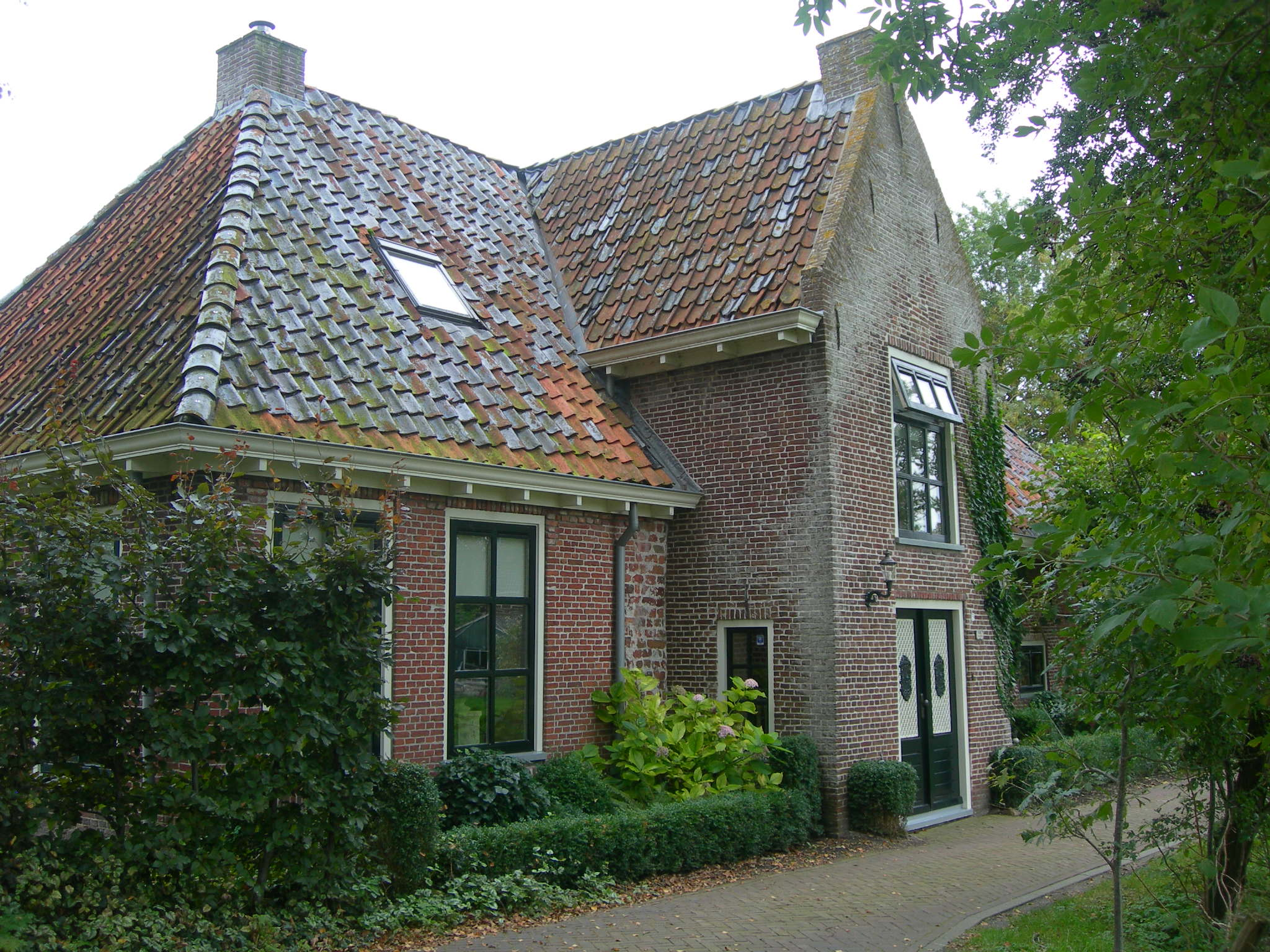
De pastorie van Foudgum waar Haverschmidt tussen 1859 en 1862 woonde (2010)

Naast de kerk staat de voormalige pastorie. Het is een langgerekt gebouw met resterend metselwerk van kloostermoppen. Zoals blijkt uit de muurankers kreeg het gebouw in 1723 een uitbouw aan de oostkant. Deze nieuwe ingangspartij zou met hergebruikte kloostermoppen gebouwd kunnen zijn en vervolgens met een kleinere steen bedekt. Tussen 1859 en 1862 woonde François Haverschmidt in dit pand. In 1887 werd de pastorie verkocht en werd een nieuwe pastorie gebouwd aan de oostkant van de terp. In de oude pastorie is anno 2018 een B&B gevestigd.

## Boerderijen
Direct rond de terp bevindt zich een aantal boerderijen. Naast de eerder genoemde Stenstera State en Hiemstra State staan er de Mellema State, Aesgema State en Jarla State. Verder stonden er nog de boerderijen Louwsma, Doekema, Pybema en Feitsma.

## Maatschappelijk leven en cultuur
In Foudgum zijn meerdere verenigingen, waaronder een buurtvereniging en de Stichting Piet Paaltjens ter behoud van de begraafplaatsen van Bornwird, Raard en Foudgum. Foudgum vormt een eenheid met Waaxens en Brantgum wat betreft dorpsbelangen. Het dorpshuis van deze dorpen bevindt zich in Brantgum. Daarnaast organiseren deze dorpen samen een tweejaarlijks dorpsfeest met kaatswedstrijden.

## Onderwijs
In Foudgum stond een lagere school. In 1882 werd echter besloten deze te sluiten vanwege de bouwvallige staat en het geringe leerlingaantal. Vervolgens was Foudgum voor basisonderwijs aangewezen op de Ids Wiersmaskoalle in Brantgum. Deze school moest in 2015 sluiten, omdat het aantal leerlingen te klein was geworden. Voor basisonderwijs is Foudgum sindsdien aangewezen op de christelijke basisschool Bernewird in Bornwird of op Dokkum.

## Openbaar vervoer
Foudgum wordt bediend door vervoersmaatschappij Qbuzz:
- Lijn 56: Dokkum - Bornwird - Foudgum - Brantgum - Waaxens - Holwerd[16]

## Bevolkingsontwikkeling
| 73                                                                                            | 89 | 104 | 119 | 123 | 142 | 141 | 146 | 128 | 144 | 142 | 114 | 165 | 113 | 90 | 80 | 80 | 75 | 80 | 75 | 75 | 75 |
| Data afkomstig van volkstellingen.nl, het CBS uit Encyclopedie van het hedendaagse Friesland. |    |     |     |     |     |     |     |     |     |     |     |     |     |    |    |    |    |    |    |    |    |